# U&I
 (janvier 2021).
Si vous disposez d'ouvrages ou d'articles de référence ou si vous connaissez des sites web de qualité traitant du thème abordé ici, merci de compléter l'article en donnant les références utiles à sa vérifiabilité et en les liant à la section « Notes et références ».
Albums de Leila
(Leila Arab)
Blood, Looms and Blooms
(2008)
U&I est le quatrième album de Leila, sorti chez Warp Records en janvier 2012.
Leila a rencontré Mount Sims (producteur, DJ, collaborateur de The Knife) en 2006 puis ils se retrouvent en 2009 pour une collaboration où Mt. Sims apporte sa contribution sur la moitié des titres. Cet album est différent des autres par le fait qu'il y ait juste un chanteur et est plus "dance", "noise" et "dark" que les précédents.
L'image de la pochette  représente un crash violent et irrémédiable d'un ordinateur. 

## Liste des morceaux
| No  | Titre                                    | Voix     | Durée |
| --- | ---------------------------------------- | -------- | ----- |
| 1.  | of one                                   |          | 0:59  |
| 2.  | activate i                               |          | 2:29  |
| 3.  | all of this                              | Mt. Sims | 3:27  |
| 4.  | welcome to your life                     | Mt. Sims | 3:53  |
| 5.  | in consideration                         | Mt. Sims | 5:10  |
| 6.  | eight                                    |          | 2:59  |
| 7.  | (disappointed cloud) anyway              | Mt. Sims | 3:05  |
| 8.  | interlace                                |          | 1:20  |
| 9.  | colony collapse disorder                 | Mt. Sims | 3:00  |
| 10. | boudica                                  |          | 5:55  |
| 11. | in motion slow                           |          | 4:47  |
| 12. | u&i                                      | Mt. Sims | 3:33  |
| 13. | forasmuch                                |          | 5:17  |
| 14. | see ess (bonus track sur le CD japonais) |          |       |